# Campeonato de Wimbledon 1955
La edición 69.º del Campeonato de Wimbledon se celebró entre el 20 de junio y el 1 de julio de 1955 en las pistas del All England Lawn Tennis and Croquet Club de Wimbledon, Londres, Inglaterra.
El cuadro individual masculino lo iniciaron 128 jugadores mientras que el femenino lo iniciaron 96 tenistas.

## Hechos destacados
En la competición individual masculina se impuso el americano Tony Trabert  logrando el único título que obtendría en el torneo al imponerse en la final al danés Kurt Nielsen.
En la competición individual femenina la victoria fue para la estadounidense  Louise Brough logrando el último título que obtendría en Wimbledon al imponerse a la británica Beverley Fleitz.

## Palmarés
| Seniors              | Vencedor                      | Resultado     | Finalista                     | Finalista |
| -------------------- | ----------------------------- | ------------- | ----------------------------- | --------- |
| Individual masculino | Tony Trabert                  | 6–3, 7–5, 6–1 | Kurt Nielsen                  |           |
| Individual femenino  | Louise Brough                 | 6-3, 6-1      | Beverly Baker Fleitz          |           |
| Dobles masculino     | Rex Hartwig Lew Hoad          | 7–5, 6–4, 6–3 | Neale Fraser Ken Rosewall     |           |
| Dobles femenino      | Angela Mortimer Anne Shilcock | 7–5, 6–1      | Shirley Bloomer Patricia Ward |           |
| Dobles mixto         | Doris Hart Vic Seixas         | 8–6, 2–6, 6–3 | Louise Brough Enrique Morea   |           |